# Athemistus puncticeps
Athemistus puncticeps är en skalbaggsart som beskrevs av Carter 1926. Athemistus puncticeps ingår i släktet Athemistus och familjen långhorningar. Inga underarter finns listade.